# 辰巳彰のザッツ炎歌
辰巳彰のザッツ炎歌（たつみあきらのざっつえんか）は、岐阜放送（ぎふチャン）にて、2020年10月6日から放送されている歌謡番組である。
2024年4月からは辰巳彰のザッツ炎歌 セレクションと題し、毎週土曜朝6:30〜7:00に過去のアーカイブ映像を放送している。

## 概要
愛知県あま市出身の演歌歌手・辰巳彰の冠番組。番組制作は岐阜県各務原市に本社を置くレコード会社・グレイスバードレコードが担う。放送初回から名古屋市千種区東山にあるスタジオ246 NAGOYA スタジオLIVEで収録している。
辰巳自身が多く番組に登場し、カラオケで歌唱する。準レギュラー・ゲストも自身の曲をカラオケで演歌を披露する。
2022年10月にリニューアルされ、若葉しげる、きらかん太、みずき麗がレギュラーに加わった。また、テレビ埼玉にもネットされるようになった。
毎週、番組の感想をハガキで投稿した視聴者1名に蜂蜜がプレゼントされる。

## 主な企画
新人歌手募集
当番組を制作するグレイスバードレコードの新人歌手を募集する。ジャンル、性別、年齢、経験、国籍不問。「夢は叶えるためにある！」というキャッチフレーズでオーディションを随時開催している。オーディションに合格すると「CD全国発売」「番組出演」「ライブ出演」の特典がある。
歌こそ人生
番組収録をしてくれるカラオケ喫茶と出演者を募集する。
カラオケレッスン教室の生徒募集
講師の辰巳彰が基本技・プロ技・カラオケの技などをレッスンする生徒を募集する。

## コーナー
トークコーナー
第18回から始まった、辰巳が演歌歌手と雑談するコーナー。
グレイスバード特撰曲
『グレイスバードレコード』に所属している演歌歌手の演奏を短く紹介する（紹介された曲名から、番号が書かれる）。
CM
第104回から、グレースバードレコード・他社の演歌歌手のCDのCMを流すようになった。

### 過去のコーナー
歌謡劇場
『忠臣蔵』など、歴史の話を朗読するコーナー。
辰巳彰作曲撰
辰巳が作曲した曲を自ら披露する。歌った楽曲はカラオケ配信される。
アンコール傑作選
第86回でのスペシャル企画。過去に番組で歌った曲を辰巳が熱唱する。
みんなで口笛大会
第80回からスタートした、子供心をくすぐるをコンセプトにしたコーナー。ルールは、「ホゥーホケキョ」とマイクで口笛を披露し、もっともダメだった人を決め、罰ゲームとして再チャレンジさせる。初回は辰巳が罰ゲームを受けた。
辰巳流おんぶして歌うと歌が上手になるレッスン
辰巳が考案したカラオケがレベルアップする術であり、ぬいぐるみの「ゴリ男くん」と演歌歌手が聴く人の気持ちをグッとひきつけて、背中から解き放つ極意を参考として、演歌歌手が歌いあげる。
美しき日本のうた
第28回よりスタートした、辰巳が昔懐かしい童謡を歌うコーナー。初回は「朧月夜」を熱唱した。
えいごのじかん
童謡の歌詞を朗読した後、その童謡を歌い英単語を教えるコーナー。
今週の推薦曲
「グレイスバードレコード」のオススメソングを披露する。
思い出に歌あり
第6回から開始された視聴者参加型コーナー。スタジオに視聴者が出演し、心に残る一曲をワンコーラス披露する。一旦、休止の期間があった。
昭和・平成の名曲を歌い継ぐ
辰巳が平成・昭和の演歌を歌唱する。
カラオケワンポイントアドバイス
カラオケについて、視聴者にアドバイスをする。
北川由希子の想い出さがして
第79回から始まったコーナー。北川由希子が自身の曲「想い出さがして」にちなみ、旅の思い出を語るコーナー。放送初回は北川が出演していないため、辰巳が旅の思い出を話した。
弟子入り志願!? 師匠　若葉しげる
第106回から開始された、弟子入り志願のみずき麗が、若葉しげるによる、お芝居の芸者のセリフを伝授する。

## スペシャル番組
- 2020年12月29日に番組初の年末スペシャル「辰巳彰のザッツ炎歌 年末スペシャル★ That's Enka」を放送。ゲストに北川大介を迎え、辰巳と歌唱勝負をした。また、トークセッションも行われた。
- 2021年1月5日に「お正月スペシャル」を、翌週には「お正月スペシャルII」を放送。

## 放送時間
2020年10月〜
- 毎週火曜日 8:30～9:00

2021年10月〜
- 毎週火曜日 7:00 - 7:30

## 番組レギュラー
- 辰巳彰 - 番組のメイン司会。2000年にキングレコードから「紅ほおずき」でメジャーデビュー。以後、日本クラウン移籍などを経て2005年に「グレイスバードレコード」を設立。代表取締役として、また作曲家・歌手として活動（辰巳彰 - Ameba Blog）。

- 樋口三紗 - サブ司会。若姫劇団座長。「グレイスバードレコード」ご意見番。

- 井戸田典江 - ナレーション。愛知県小牧市出身[2]。

- サブレギュラー

愛望美 - 若姫劇団座長
愛美萌恵 - 若姫劇団副座長
若葉しげる
きらかん太
みずき麗

## 不定期レギュラー
- 舞るみ子
- 亀山ひろし
- Mr.マリモ
- 宝馬ショーゴ
- 秀美
- 安田緑
- 岩田政一
- 山田幸子
- 香月みや子
- 後藤由美子
- 水野光江
- 村瀬義春とファイブクルーズ
- 中尾五男
- 木村栄子
- 工藤博幸
- 吉田かつ子
- 井浪孝重
- めぐみ
- 瀬波タキ
- 酒井正博
- 三木ひろし
- 三浦節子
- 佐野知恵子
- 今井恵里
- 北川大介（年末ゲスト）
- 真未
- 野村敦美
- 辻しげる
- 多喜秀樹
- 北川希由子 - グレイスバード育成講師＆歌手
- 若葉しげる - 放送22回・特別出演　若葉劇団総帥グレイスバード顧問
- 小森さん - 釜ヶ滝 滝茶屋（郡上市）の店員。「つぐない」を披露した。
- 虎さん - 釜ヶ滝 滝茶屋（郡上市）の店員。「世界に一つだけの花」を披露した。
- 向林利明
- たつみアイ - 辰巳が「俺と名前が同じだねぇ」ということで、芸名を命名したという。
- 山田勝子
- 宮本節子
- こうすけ - 子供の頃に“若”と言われたことから愛称は“若様”。デビュー曲「罪の川」を披露した。
- 大木はじめ - 人前で歌うのが好きで、「参加することに意義がある」と語った。令和元年にデビュー。持ち歌の「初恋のように」を歌った。
- 加納ひろし - 第39回に特別出演。持ち歌「心に雨が・・・」「銀座」「ふたたびのめぐり逢い」を歌った。
- 桜ゆみ - 姫駅にまつわる曲で、女心を思った曲「姫という名の駅に来て」を歌った。
- 大浦節子
- 山田幸子 - 85歳で現役で社交ダンスをしていて、大会では準優勝している。大月みやこの「京都ひとり」を歌った。
- 伊藤芳郎 - 吉幾三の「夢で抱かれて」を披露した。
- 明日香ゆう子 - 第32回で初出演。熊本出身・名古屋在住。「名古屋発最終便」という曲の3番の歌詞に「雪の中」というフレーズがあるので、「北海道」を曲のモチーフとしている。
- 渡邊吉弘 - 第44回で初登場。カラオケ大会で優勝し、グレイスバードレコードからデビューした。カラオケ大会での優勝曲「Treasure of life ～人生の宝物」を披露した。
- 山田寿代 - 第44回に出演。「白い海峡」を披露した。
- 伊藤文夫 - 第44回に出演。吉幾三の「酔歌」を披露した。
- 田中晋一 - 第45回に出演。下地亜記子作詞の「九頭竜川」を披露した。
- 岩田桜知花 - 第46回に登場。「17LIVE」で配信をしている。訪問介護もしている。「あの笑顔に」を披露した。
- 倉地勇次 - 第49回に出演。「思い出の歌あり」のコーナーに出演。五月ひろしの「月物語」を披露した。
- 春野明日香 - 第51回で登場。岐阜市にあるカラオケ喫茶・ペチカのオーナー。
- 八汐亜矢子 - 第57回で特別ゲストとして登場。その後、第68・69回に連続して登場した。
- 石見浩一 - 作詞家。第58回のプレゼントコーナーにゲストとして初登場。岩手県出身。
- 三宅てつろう - 第63回にて倉地勇次と一緒に登場。
- さくら舞
- 景津美 - 第81回に登場。「十六夜月夜」を披露した。
- 杉原徳之真 - 第81回に登場。辰巳の新曲を作詞・作曲した。
- 伊藤陽扇（音楽家） - 第95回に登場。持ち歌の「信長」を披露した。
- 信濃二郎 - 第99回に登場。CDデビュー曲「すず虫」を披露した。
- 青木ゆう - 信濃二郎とともに第99回に登場。CDデビュー曲「酔中花」を披露した。
- みずき麗　- 第106回で初出演。エンディングで持ち歌の「さよならに教えられたこと」を歌った。
- 千花有黄　- 第106回にゲスト出演。ファンクラブの会報の紹介とサブレギュラーの質問、持ち歌の「涙を抱きしめて」のMVを流した。
- レイジュ - 第107回にゲスト出演。持ち歌の「手相」のMVを流した。
- 北野都 - 第108回にゲスト出演。持ち歌の「アリラン慕情」のMVを流した。
- 浜博也 - 第109回にゲスト出演。持ち歌の「妻という名の」のMVを流した。
- 岡ゆう子 - 第110回にゲスト出演。持ち歌の「長良川」のMVを流した。
- 歌川二三子 - 第110回にゲスト出演。持ち歌の「ふるさとのお母さん」を歌った。
- 北岡ひろし - 第111回にゲスト出演。持ち歌の「伏見十石船」のMVを流した。
- きらかん太 - 第111回のゲスト紹介コーナーで初出演。
- 三島ゆう子 - 第111回にゲスト出演。持ち歌の「絵空事」を歌った。
- 仙石京 - 第111回で初出演。持ち歌である「涙のかくれんぼ」を歌った。

## スタッフ
- 制作協力　東京・赤坂　オフィス東京ゼロワン、エミングプロダクション
- 収録スタジオ：スタジオ246NAGOYA、岐阜・各務原　グレイスバードレコード岐阜メイキングスタジオ
- 音響・照明：宮田健次（スタジオ246NAGOYA）
- 音声・編集：山影拓也（スタジオ246NAGOYA）
- 脚本・出演：辰巳彰
- プロデューサー・撮影・衣装制作：松浦エミ
- 協力：井戸田養蜂園はちみつランド
- 制作：グレイスバードレコード（制作本部╱岐阜・各務原　宣伝本部╱東京・赤坂:グレイスバードレコード）、えみこ企画

## 備考
- 岐阜放送（ぎふチャンテレビ）の番組スタート日時の番組表では、「08:30【新】辰巳彰のザッツ炎歌【出演】辰巳彰」と表記された[4]。

## 関連番組
- 辰巳彰のドラマチック演歌 - 辰巳にとって2つめとなる冠番組。2022年1月から三重テレビにて月一回のレギュラー番組として放送開始予定であった。当番組と同じく井戸田典江が司会進行を担当し、「当番組のロングバージョン」のような雰囲気の番組の予定であった[5]。なお、放送局の都合上、開始時期が2022年4月に変更されたが、グレイスバードレコード側の事情により[独自研究?]番組はお蔵入りになった[6]。

## 関連リンク
- ウェルネスサークル　てふてふ (tefutefu.aichi) - Facebook - ナレーションを務める井戸田のフェイスブック
- wellness circle てふてふ (@wellness_circle.tefutefu) - Instagram - 同じく井戸田のインスタグラム
- 辰巳彰のグレイスバードNetTV - YouTubeチャンネル  - （番組公式Youtubeチャンネル）